# Яковлев, Корнилий Яковлевич
Корнилий Яковлевич Яковлев «Черкас» (? — 16 июня 1680) — выборный атаман Войска Донского (1661—1680, с перерывами), крёстный отец и главный противник Степана Разина.

## Биография
В качестве рядового казака Корнило Яковлев неоднократно посещал Москву с донскими станицами, приезжавшими почти ежегодно для получения государева жалованья и дачи отчёта о делах на Дону (1639, 1646, 1648 годы).
Во время своей третьей поездки в мае 1648 года в Москву К. Яковлев сообщил, что он был ранен во время боя донских казаков с войском крымского царевича в 1646 году, и просил разрешение посетить для молитвы Соловецкий монастырь.
В конце 1654 года К. Яковлев приезжал в Москву в качестве избранного атамана казачьей станицы. В 1657 году Во главе 2-тысячного отряда казаков молодой атаман на 33-х стругах спустился рекою Доном, прошёл мимо Азова и направился к крымским берегам. Поход был очень удачен: дорогой около Козлова казаки сожгли десять неприятельских деревень, захватили в плен 600 человек турок и татар, освободили до 200 русских пленников и с богатой добычей возвратились на Дон.
В мае 1658 года К. Яковлев в качестве атамана казачьей станицы вторично посетил Москву и усердно хлопотал там о посылке государева жалованья Войску Донскому. Его щедро наградили за службу, обещали послать все необходимое на Дон, но торопили в новый поход.
В июне 1659 года К. Яковлев возглавил морской поход (более 2 тыс. чел.) на крымские улусы. Донские казаки разорили села и деревни на побережье Азовского моря между городами Темрюком и Таманью, разорили крымское побережье от Кафы до города Балаклеи.
В ноябре 1661 года К. Яковлев в качестве атамана казачьей станицы в третий раз ездил в Москву. В русской столице он подробно рассказал о своём морском походе, и московское правительство решило послать на помощь казакам ратных людей, посоветовав в то же время Дону смириться с калмыками, чтобы общими силами предпринять поход против ногайцев, постоянных союзников Крыма, кочевавших около Азова.
В марте 1661 года в качестве войскового атамана К. Яковлев возглавил новый поход донских казаков под «новой ханов городок» в низовьях Дона. Донские казаки разорили много ногайских улусов, перебили около 500 человек татар, столько же взяли живыми и освободили много русских из плена. В ходе боевых действий он был ранен.
В августе 1662 года атаман К. Яковлев возглавил поход донских казаков на новопоставленные турецкие «Каланчинские крепости». В ходе похода он вновь получил ранение. Во время похода донские казаки захватили два турецких корабля близ Кафы.
Осенью 1664 года К. Яковлев в качестве атамана казачьей станицы в четвёртый раз посетил Москву.
Выбранный в начале 60-х годов войсковым атаманом, Яковлев как бы становился ответственен перед царским правительством за все то, что происходило на Дону. Всеми зависевшими от него мерами: уговорами и угрозами старался он удержать воровских казаков, но справиться с голытьбой было трудно. Вначале Василий Ус, а за ним и Степан Разин со своими сторонниками потянулись на Яик и на Каспийское море. Восстание распространилось по всему низовью Волги. На Дону казаки совещались между собой, чтобы идти в поход на Царицын, грозя убить войскового атамана, который не одобрял их намерения. Особенно трудное время наступило тогда, когда Степан Разин, обманув воевод притворной покорностью, явился на Дон и расположился станом в Кагальницком городке.
В апреле 1670 года у К. Яковлева произошло серьёзное столкновение со С. Разиным из-за жильца Герасима Евдокимова, присланного на Дон с царским милостивым словом. Готовясь отпустить Евдокимова к царю, Яковлев созвал казачий круг для выбора станицы в Москву, но в это время явился Степан Разин со своими сторонниками. Грубо разбранив царского посланца, он велел его избить и бросить в реку. Яковлев попытался вступиться за Евдокимова, но сам едва не поплатился жизнью за свою попытку. После этого Степан Разин со своим приверженцами, которых набралось до семи тысяч, начал управлять в Черкасске. Корниле Яковлеву приходилось поневоле молчать и выжидать более благоприятных обстоятельств для борьбы с сильным противником. Такие обстоятельства наступили после того, как Степан Разин, разбитый царскими воеводами, вторично появился в Кагальнике. Теперь уж он сам заискивал у войсковых старшин, и разумный Яковлев, действуя очень осторожно, сумел обольстить «вора» своим ласковым обращением: он притворствовал перед ним, как будто не знал всех его деяний, и наконец до того вкрался к нему в доверие, что Разин не заподозрил его в предпринятом намерении. Между тем атаман Корнило Яковлев выжидал только прибытия на Дон царского стольника Г. И. Касагова с ратными людьми, чтобы совместными усилиями занять Кагальник. С. Разин, уезжая из Черкасска, поручил своему сподвижнику, атаману Якову Гаврилову, умертвить атамана К. Яковлева и казацких старшин. Однако заговор провалился, и Я. Гаврилов со своими соратниками был убит.
Атаман К. Яковлев, собрав 5-тысячное войско, выступил в поход на Кагальник, ставку С. Разина. Сам Степан Разин, узнав о случившемся в Черкасске, с 30 казаками двинулся из Кагальника в Царицын, чтобы собрать силы для продолжения борьбы с казацкими старшинами. Вместо себя в Кагальнике С. Разин оставил своего преданного друга, атамана Леско Черкашенина. В декабре 1670 года донские казаки во главе с К. Яковлевым взяли штурмом и сожгли Кагальницкий городок. Все его защитники были перебиты и отвезены в Черкасск. Среди взятых в плен были жена и пасынок Разина.
Степан Разин вернулся из Царицына на Дон, где стал собирать силы для продолжения борьбы с атаманом К. Яковлевым и старшиной. Во главе 3-тысячного войска С. Разин осадил Черкасск, столицу Войска Донского. Но казацкие старшины под руководством К. Яковлева отразили все приступы. Оставив большую часть сил для блокады Черкасска, С. Разин подчинил своей власти все остальные городки Войска Донского. Не сумев овладеть Черкасском, Степан Разин отступил в Кагальник, который был им восстановлен, и стал собирать силы для продолжения восстания.
Атаман Корнило Яковлев обратился за помощью к царскому правительству и стал собирать зажиточных казаков для борьбы со Степаном Разиным. 14 апреля 1671 года донские казаки под предводительством К. Яковлева взяли штурмом и сожгли Кагальницкий городок. Степан Разин был взят в плен, а его приверженцы перебиты. 24 апреля того же года казачья станица из 76 человек во главе с атаманом К. Корниловым повезла плен Степана Разина и его брата Фрола из Черкасска в Москву.
В русской столице атаман К. Яковлев был щедро награждён: кроме обычного жалованья деньгами, сукном, камкой и тафтой, ему пожаловали 40 соболей и серебряный позолоченный ковш, а при отпуске на Дон — ещё пару соболей и 100 золотых червонцев.
После возвращения на Дон атаман Корнило Яковлев получил царский указ совместно со стольником Г. И. Касаговым и дьяком Андреем Богдановым привести всех атаманов и казаков к присяге на верность Москве. Русские ратные же люди, прибывшие вместе с Яковлевым на Дон, не должны были ничего предпринимать без совета с ним. Такое исключительное доверие, оказанное царским правительством атаману Яковлеву, объясняется его преданностью интересам государства, которому он в качестве войскового атамана, часто при общем ропоте казаков, верно служил на Дону, положив прочное начало позднейшему полному подчинению вольного Донского казачества Москве. Войско не могло не заметить этой политики атамана К. Яковлева, и случаи недовольства им среди казаков после усмирения Разинского восстания повторялись неоднократно.
В 1675 году в Черкасск прибыл московский воевода, князь Пётр Иванович Хованский, который по царскому указу должен был построить две крепости в устье Ерика Донского. Воевода вначале встретился с атаманом Яковлевым, который созвал в Черкасске казачий круг для объявления царского указа. Казаки ответили, что из-за своего малолюдства они не могут прокапывать ерик, ставить городки и сидеть в нужное время в осаде, и, говоря эти слова, стали расходиться из круга. Атаман созвал их в круг в последний раз и допрашивал: «Скажите в одно слово, прокапывать ли ерек и городки строить ли? Чтобы мне писать о том к великому государю подлинно». Казаки и тут, не сказав ничего, хотели расходиться из круга. Атаман Корнило Яковлев начал кричать с угрозами, чтобы не смели расходиться, не решив дела, и ударил палкой нескольких казаков. Казаки зашумели, бросились на атамана и побили его; одного из старшин казаки хотели убить до смерти, но тот убежал, отмахиваясь ножом.
Вскоре Корнило Яковлев, не пользовавшийся поддержкой большей части казаков, сдал атаманство своему соратнику Михаилу Самаренину. Несмотря на свою отставку, Яковлев продолжал верно служить Москве, ежегодно приезжая туда с войсковыми станицами и отписками. В 1676 году при вступлении на царский престол Фёдора Алексеевича К. Яковлев, приехавший в Москву, со своими казаками впервые принёс присягу на верность молодому московскому царю. В дальнейшем при смене царя донские казаки каждый раз приносили присягу на верность.
В 1679 году царское правительство, собирая силы для ожидавшегося нападения турецко-татарской армии на Украину, потребовало от Войска Донского большого конного отряда. К. Яковлев стал усердно хлопотать об исполнении царского указа. В это время 3-тысячное войско ногаев, черкесов и азовцев под командованием азовского паши перешло р. Дон и осадило Черкасск. Отразив противника, К. Яковлев во главе 3-тысячного казацкого войска прибыл под Царёв-Борисов, где поступил под командование князя Касбулата Черкасского. Простояв на границе все лето, донские казаки разбили врага в степи и осенью вернулись на Дон.
В июне 1680 года Корнило Яковлев скончался и был похоронен в соборной церкви Черкасска.